# Holding on to You
"Holding on to You" là một bài hát được viết và thu âm bởi nhóm nhạc rock người Mỹ Twenty One Pilots từ album phòng thu thứ ba, Vessel. Bài hát cũng xuất hiện trong album phòng thu thứ hai của họ, Regional at Best. "Holding on to You" đã được phát hành như đĩa đơn đầu tiên từ Vessel trên iTunes trên toàn thế giới vào ngày 01 tháng 8 năm 2012. Một đoạn video cho bài hát được phát hành vào ngày 15 tháng 11. Video được đạo diễn bởi Jordan Bahat.

## Danh sách theo dõi
| Digital download / Stream | Digital download / Stream | Digital download / Stream |
| STT                       | Nhan đề                   | Thời lượng                |
| ------------------------- | ------------------------- | ------------------------- |
| 1.                        | "Holding on to You"       | 4:04                      |

## Bảng xếp hạng
| Bảng xếp hạng (2013)             | Vị trí cao nhất |
| -------------------------------- | --------------- |
| US Rock Songs (Billboard)        | 33              |
| US Alternative Songs (Billboard) | 10              |
| US Rock Airplay (Billboard)      | 32              |

## Lịch sử phát hành
| Khu vực       | Ngày                     | Định dạng                | Nhãn                       |
| ------------- | ------------------------ | ------------------------ | -------------------------- |
| Toàn thế giới | ngày 1 tháng 8 năm 2012  | Digital download, stream | Fueled By Ramen            |
| Hoa Kỳ        | ngày 11 tháng 6 năm 2013 | Top 40 radio             | Fueled by Ramen/Roadrunner |